# Maria mit Kind (Parmigianino)
Maria mit Kind ist ein Bild des manieristischen Malers Parmigianino. Es befindet sich heute im Kimbell Art Museum in Fort Worth, Texas. Es wurde erst in den 1980er Jahren Parmigianino zugeordnet.

## Bildinhalt
Das Gemälde zeigt die Gottesmutter, die sich dem Jesuskind zuwendet. Der Heiligenschein Marias ist nur durch einen dünnen, goldenen Strich angedeutet. Ihr Gewand ist durch eine mit einer Kamee geschmückten Schließe an der Schulter gerafft. Das Jesuskind ist als kraftvoller Knabe dargestellt, der auf einem hellroten Kissen hockt und im Begriff zu sein scheint, sich gestützt von seiner Mutter aufzurichten. Der dunkel verschattete Hintergrund zeigt eine Draperie, die in ihrer Farbe mit dem Gewand Marias kontrastiert. Auf der linken Bildhälfte geht das dunkle Grün in eine schwarze Dunkelheit über, vor der Maria und das Kind durch ein helles Schlaglicht plastisch in Szene gesetzt sind.
Vermutlich im 18. Jahrhundert wurde das Bild an allen vier Seiten vergrößert. Damit ist die für Parmigianino charakteristische Nahsicht auf die Figuren zum Teil verloren gegangen.

## Einordnung im Gesamtwerk
Das Bild ist mit einem locker geführten, schnellen Pinselstrich ausgeführt und erinnert damit an eine Ölskizze. Es handelt sich aber keineswegs um ein unvollendetes Bild, sondern ist ein Beispiel für die freie, offene Malweise, die sich im Werk Parmigianinos vor allem in seinem Frühwerk findet. 
Neben dieser Bild gibt es mehrere Zeichnungen, die belegen, dass sich Parmigianino intensiv mit dieser traditionellen Darstellungsweise einer halbfigurigen Madonna auseinandersetzte. Es ist jedoch das einzige erhalten gebliebene Gemälde, das allein die Gottesmutter und das Kind zeigt. Der Aufbau des Bildes verweist auf ein intensives Studiums der Madonnen Raffaels.

## Belege
1. ↑   Baumstark, S. 157
2. ↑   Baumstark, S. 157